# Hulöhamn (naturreservat)
Hulöhamn är ett naturreservat på en halvö i skärgården i Västerviks kommun i Kalmar län.
Området är naturskyddat sedan 1976 och är 142 hektar stort. Reservatet omfattar höga bergspartier och dalgångar. Det består
av gles tallskog på hällmark på höjderna och strandängar öppna odlingslandskap i dalarna.